# Provincia di Napoli (1806-1860)
La provincia di Napoli è stata un'unità amministrativa di primo livello del Regno di Napoli e delle Due Sicilie.

## Storia
Già in età preromana era popolata dagli Osci, fu poi dominata lungo le coste dagli Etruschi e in seguito colonizzata dai Greci, che insediatisi a Ischia e Cuma, fondarono le colonie più settentrionali (VIII secolo a.C.).
In epoca classica fece parte della I Regio augustea con i municipi di Cuma (Cuma), Puteoli (Pozzuoli) e Neapolis (Napoli).
Dopo il crollo dell'Impero romano il territorio divenne bizantino, nacque il Ducato di Napoli (VI secolo, si articolava in cinque distretti: Territorium Plagiense, Territorium Puteolanum, Ager Neapolitanum, Territorium Nolanum e Liburia; questi ultimi due furono a lungo contesi dai Longobardi di Benevento). L'avvento del dominio normanno di Ruggero II di Sicilia, sancì la fine del ducato: da allora il territorio rientrò nella vasta regione geografica Terra di Lavoro, fu soggetta prima agli Svevi, poi agli Angioini e quindi agli Aragonesi.
Dal 1503 al 1714 fece parte del Viceregno spagnolo, passò per breve tempo sotto il dominio austriaco e, a partire dal 1734, fu assegnata ai Borbone; durante il dominio francese, la provincia fu ufficialmente istituita da Giuseppe Bonaparte re di Napoli.

## Istituzione della provincia
Con la legge n. 132 del 1806 Sulla divisione ed amministrazione delle province del Regno, varata l'8 agosto, si riformò la ripartizione territoriale del Regno di Napoli sulla base del modello francese. La disposizione normativa, inoltre, stabiliva che la provincia sarebbe stata suddivisa in tre distretti, che costituivano unità amministrative di secondo livello, mentre la definizione dei circondari (terzo livello amministrativo) e l'individuazione dei comuni che vi sarebbero rientrati veniva rimandata a disposizioni successive.
Negli anni successivi (tra il 1806 e il 1811), una serie di regi decreti, infatti, completò il percorso d'istituzione della nuova provincia con la specifica dei comuni che in essa venivano inclusi e la definizione dei limiti territoriali e delle denominazioni di distretti e circondari in cui veniva suddivisa la provincia stessa.
Con decreto n. 154 bis dell'11 gennaio 1808, veniva definito il numero dei circondari nei quali era ripartita la provincia di Napoli e si precisava la composizione dei circondari stessi, individuando i comuni rientranti in ciascuno di essi.
L'anno successivo, Gioacchino Murat, con decreto n. 271 del 28 gennaio 1809, contenente la divisione in distretti ed in rispettivi circondarj della provincia di Napoli, dava attuazione ai circondari definiti dodici mesi prima; inoltre, si stabiliva che i circondari sarebbero stati raggruppati in quattro distretti e non più in tre come specificato nel 1806.
Nel 1811, la riforma amministrativa avviata da Giuseppe Bonaparte e continuata da Murat giungeva a conclusione: con il decreto n. 922 del 4 maggio 1811, si ebbe una riorganizzazione nella distribuzione dei comuni e, quindi, nella composizione dei circondari, che mutò marginalmente la struttura provinciale.
Dal 1º gennaio 1817 l'organizzazione amministrativa venne definitivamente regolamentata con la Legge riguardante la circoscrizione amministrativa delle Provincie dei Reali Domini di qua del Faro del 1º maggio 1816.
- Legge n. 132 dell'8 agosto 1806 Sulla divisione ed amministrazione delle province del Regno
- Decreto n. 154 bis dell'11 gennaio 1808
- Decreto n. 271 del 28 gennaio 1809 Contenente la divisione in distretti ed in rispettivi circondarj della provincia di Napoli
- Decreto n. 922 del 4 maggio 1811
- Legge del 1º maggio 1816 Legge riguardante la circoscrizione amministrativa delle Provincie dei Reali Domini di qua del Faro.

## Confini
La nuova provincia di Napoli, dunque, venne costituita per distacco dall'antica Terra di Lavoro: la legge n. 272 dell'8 dicembre 1806, infatti, individuava i comuni che, assieme alla capitale, venivano scorporati da quest'ultima circoscrizione, per formare la neonata provincia partenopea. Il decreto n. 154 bis dell'11 gennaio 1808, poi, estese il territorio alla provincia, aggregando a essa diversi altri comuni, tutti distaccati sempre dalla Terra di Lavoro, eccezion fatta per i comuni di Gragnano, Lettere, Pimonte, Agerola e Casole, distaccati dal Principato Citra; mentre era "restituito" alla Terra di Lavoro il comune di Ottajano (che, comunque, ritornò, in seguito, a far parte della provincia di Napoli).
Il suo territorio originale veniva così individuato: il confine rappresentato dal mar Tirreno andava da punta Campanella al lago di Patria; il confine meridionale e orientale, invece, partendo proprio da punta Campanella, tagliava in due la penisola sorrentina e, lasciandosi a Oriente Angri e Scafati, abbracciava tutta l'area vesuviana; risalendo da oriente a settentrione, infine, la provincia comprendeva i territori di Pomigliano d'Arco, Caivano, Sant'Antimo e Giugliano in Campania fino a giungere nuovamente, a occidente, al Patria, mantenne questo perimetro fino al 1927, anno in cui inglobò gran parte della provincia di Terra di Lavoro durante il regime fascista.

## Suddivisione ed evoluzione amministrativa
La provincia era suddivisa in successivi livelli amministrativi gerarchicamente dipendenti dal precedente. Al livello immediatamente successivo alla provincia individuiamo i distretti che, a loro volta, erano suddivisi in circondari. I circondari erano costituiti dai comuni, l'unità di base della struttura politico-amministrativa dello Stato moderno, ai quali potevano far capo i casali, centri a carattere prevalentemente rurale.
La provincia, dunque, comprendeva i seguenti tre distretti:
- Distretto di Napoli dal 1806;
- Distretto di Pozzuoli dal 1806;
- Distretto di Castellammare dal 1806.

Durante il Regno d'Italia i tre distretti furono soppressi e sostituiti da tre circondari.
- Circondario di Napoli
- Circondario di Pozzuoli
- Circondario di Castellammare di Stabia

### Elenco dei presidenti
| Nominativo | Nominativo                                 | Carica     | Mandato | Mandato | Note          |
| Nominativo | Nominativo                                 | Carica     | Inizio  | Fine    | Note          |
| ---------- | ------------------------------------------ | ---------- | ------- | ------- | ------------- |
|            | Andrea Coppola, Duca di Canzano            | Presidente | 1808    | 1808    | [ 10 ]        |
|            | Duca di Sant'Isidoro                       | Presidente | 1808    | 1809    | [ 10 ]        |
|            |                                            | Presidente | 1809    | 1825    | [ 10 ] [ 11 ] |
|            | De Jorio, Barone, Principe di San Nicandro | Presidente | 1825    | 1826    | [ 11 ]        |
|            | Carlo Filangieri, Principe di Satriano     | Presidente | 1826    | 1827    | [ 11 ]        |
|            | Principe di Gerace                         | Presidente | 1827    | 1828    | [ 11 ]        |
|            | Marchese del Vasto                         | Presidente | 1828    | 1829    | [ 11 ]        |
|            | Duca di Serracapriola                      | Presidente | 1829    | 1830    | [ 11 ]        |
|            | Duca di Laurenzana                         | Presidente | 1830    | 1831    | [ 11 ]        |
|            | Duca di Renzano                            | Presidente | 1832    | 1833    | [ 11 ]        |
|            | Principe di Caramanico                     | Presidente | 1833    | 1834    | [ 11 ]        |
|            | Duca di Noja                               | Presidente | 1834    | 1835    | [ 11 ]        |
|            | Filippo Malaspina, Marchese                | Presidente | 1835    | 1836    | [ 11 ]        |
|            | Carafa, Duca di Bruzzano                   | Presidente | 1836    | 1837    | [ 11 ]        |
|            | Gerardo Brancaccio, Principe di Ruffano    | Presidente | 1837    | 1838    | [ 11 ]        |